# St. Lawrence Laurentians
St. Lawrence Laurentians is een Canadese voetbalclub uit St. Lawrence, Newfoundland en Labrador. De club is opgericht in 1904 speelt in de Newfoundland and Labrador Challenge Cup. De club is met 25 titels de recordkampioen van die provinciale voetbalcompetitie. Het haalde ook viermaal het vroegere All-Newfoundland Championship (dat bestond in 1950–1966) binnen. St. Lawrence Laurentians speelt zijn thuiswedstrijden op het Centennial Soccer Pitch.

## Geschiedenis
Voetbal was al vroeg populair in het door Engelse, Schotse en Ierse immigranten bevolkte vissersdorp St. Lawrence. De eerste match van de St. Lawrence Laurentians werd in 1904 gespeeld tegen een ploeg uit St. John's. Samen met het in St. John's gevestigde Holy Cross FC domineren ze al sinds het begin het provinciale kampioenschap. In 1967 wonnen ze de allereerste editie van de Challenge Cup, de vernieuwde provinciale voetbalcompetitie. 
De Laurentians zijn historisch het meest succesvolle team van de als "Canadese voetbalhoofdstad" bestempelde gemeente St. Lawrence. Ze werden in de jaren 1970 het provinciale "team van het decennium" genoemd. Zo waren ze in 1975 de eerste Newfoundlandse ploeg aller tijden die de finale van de Canadese Challenge Trophy wist te bereiken, iets dat ze in 1977 herhaalden.

## Erelijst

### Provinciaal
All-Newfoundland Championship
winnaar (4): 1951, 1952, 1955, 1966
Newfoundland and Labrador Challenge Cup
winnaar (25): 1967, 1968, 1971, 1972, 1975, 1976, 1977, 1978, 1980, 1982, 1993, 1995, 1996, 1997, 1998, 1999, 2000, 2001, 2002, 2005, 2006, 2007, 2008, 2013, 2016

### Nationaal
Canadian Challenge Trophy
zilveren medaille (3): 1975, 1977, 2002
bronzen medaille (2): 1999, 2007